# 国民党 (スペイン)
国民党（こくみんとう、スペイン語: Partido Popular、略称：PP）は、スペインの政党。スペインにおいて、社会労働党と二大政党を形成する。日本の外務省は民衆党と呼称している。

## 歴史
1976年にマヌエル・フラガ・イリバルネら7人のフランコ体制の政治家を中心に結成された国民同盟（Alianza Popular、AP）を前身とする。1975年にフランコが死去し、フアン・カルロス1世が即位してスペインに君主制が復活した。国王は前国民運動事務局長アドルフォ・スアレスを首相に任命し、国王と首相の協力のもとに民主化が進んだ。国民同盟は、フランコ政権内にいたもののスアレス政府から外れた保守政治家を集め、フラガを党首として結成されたものである。
フラガもスペインの改革を目指していたが、スアレスに改革の主導権を奪われ、国民同盟は保守層の支持を求めて極端に右傾化した。1977年6月15日に行われた第一回総選挙では、スアレスが率いる民主中道連合（Unión de Centro Democrático、UCD）が第一党、社会労働党が第二党となり、国民同盟は惨敗した。1979年の総選挙でも同様であった。
しかし、1981年にスアレスが首相を辞任するとUCDは内部分裂を起こし、1982年の総選挙でフェリーペ・ゴンサーレス率いる、社会労働党政権が誕生した。この選挙で国民同盟はUCDに代わって保守票を集め、第二党に躍進した。
支持層を広げた国民同盟は中道右派に路線を変更し、1989年に「国民党」に改名して、フラガに代わってホセ・マリア・アスナールを党首に選んだ。1993年の総選挙で社会労働党に迫り、1996年の総選挙に勝利して、ゴンサーレス政権に代わってアスナール政権が誕生した。政権獲得後は高い経済成長率を達成し、2000年の総選挙でも再選された。
アスナール政権は、国内ではテロ活動を行うバスク祖国と自由（ETA）に対して強硬な態度を取り、2003年に始まったイラク戦争ではいち早くアメリカに同調して対イラク武力行使に賛成し、有志連合の一員としてイラクにスペイン軍を派遣するなど、親米姿勢を鮮明にした。
2004年3月14日の総選挙では政権続投が確実視されていたが、投票3日前にマドリード列車爆破テロ事件が発生した。イラク派兵に反対するイスラーム過激派による犯行であったにもかかわらず、ETAによる犯行だとの誤った発表をしたこと、またイラク派兵に反対する市民のデモをテロと関連づけて批判するなど有権者の不信を買い、即時のイラク撤兵を公約に掲げた社会労働党に政権を奪われた。
2008年10月22日、それまでナバーラ州内で協力関係にあったナバーラ住民連合（UPN)との関係が崩壊、2008年11月7日にナバーラ支部とも言うべきナバーラ国民党（Partido Popular de Navarra）が再結成された。
2011年総選挙では欧州危機を背景に過半数を制し、7年ぶりに政権奪回を果たした。

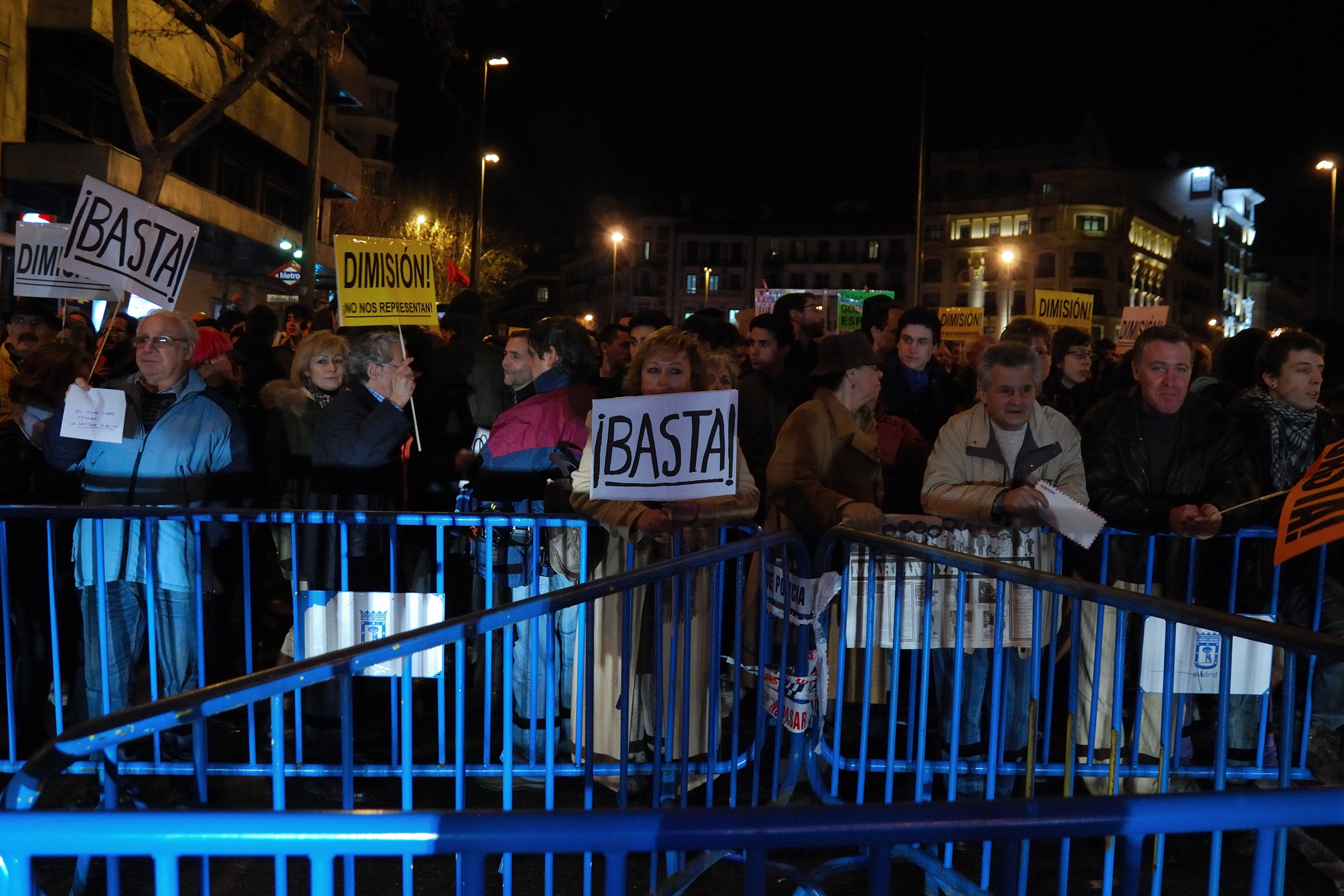
汚職疑惑に抗議して国民党本部前で起こった市民デモ（2013年）

2013年1月、党首マリアーノ・ラホイ・ブレイを含む国民党幹部の汚職疑惑が報じられた。企業献金のうち、建設業界から不正な支払いがラホイなど国民党幹部に支払われていたというもので、ラホイには11年にわたって年間2万5200ユーロ（3万4200ドル）が支払われていたとされる。ラホイは不正を否定しているが、野党は政治家の信頼回復のために首相に辞任を要求している。国民の間では抗議デモが起きている。
2014年12月18日、マドリード市内の国民党本部ビルにガスボンベを積んだ車が突入したが、爆発には至らず死傷者は出なかった。犯人は事業に失敗した市民と報じられている。
2015年12月10日の総選挙では、得票率28.7％で123議席を獲得し第一党を堅持したものの、結党以来最低の議席数にとどまった。
2019年4月28日の総選挙では離党者が結成したVox躍進の割を食い、66議席と過去最低の議席数に落ち込んだ。その後、全ての党が連立政権の樹立に失敗し、同年11月10日に行われた再選挙では88議席と議席を一定数回復させた。2023年7月23日執行の総選挙では勝利が事前に予想されており、下馬評通り議席数を伸ばし136議席で第1党とはなったものの社会労働党も終盤に追い上げ議席数をわずかに上乗せしたこともあり、Voxを加えても過半数には至らなかった。8月22日にはまず党首のアルベルト・ヌーニェス・フェイホーに国王からの組閣要請が来たものの、過半数を得ていないことからうまくいくとは目されていない。

## 組織

### 全国執行部
- 党創設者: マヌエル・フラガ・イリバルネ
- 名誉議長: ホセ・マリア・アスナール・ロペス
- 党首: パブロ・カサード
- 書記長: マリア・ドローレス・デ・コスペダル・ガルシーア
- 副書記長:
  - 副書記長（組織・選挙担当）: カルロス・フロリアーノ（es）
  - 副書記長（国内政策担当）: ハビエル・アレーナス（es）
  - 副書記長（調査・計画担当）: エステバン・ゴンサーレス・ポンス（es）

### 地方組織と代表
国民党はすべての自治州と2自治都市に地方支部組織を持ち、現在17自治州のうち11自治州と2自治都市で政府与党の座にある。
| 自治州                         | 地方組織                                 | 地方党代表                                     | 州政府（単独） | 州政府（連立） | 野党第一党 | 少数野党 |
| ------------------------------ | ---------------------------------------- | ---------------------------------------------- | -------------- | -------------- | ---------- | -------- |
| アンダルシーア州               | アンダルシーア国民党                     | フアン・マヌエル・モレーノ・ボニージャ（es）   |                |                | X          |          |
| アラゴン州                     | アラゴン国民党（es）                     | ルイサ・フェルナンダ・ルディ（es）             |                |                | X          |          |
| カナリアス諸島州               | カナリアス国民党（es）                   | ホセ・マヌエル・ソリア（es）                   |                |                | X          |          |
| カンタブリア州                 | カンタブリア国民党（es）                 | イグナシオ・ディエーゴ（es）                   |                |                | X          |          |
| カスティーリャ＝ラ・マンチャ州 | カスティーリャ＝ラ・マンチャ国民党（es） | マリア・ドローレス・デ・コスペダル・ガルシーア |                |                | X          |          |
| カスティーリャ・イ・レオン州   | カスティーリャ・イ・レオン国民党（es）   | フアン・ビセンテ・エレーラ（es）               | X              |                |            |          |
| カタルーニャ州                 | カタルーニャ国民党（es）                 | アリシア・サンチェス＝カマーチョ（es）         |                |                |            | X        |
| セウタ                         | セウタ国民党（es）                       | フアン・ヘスス・ビーバス（es）                 | X              |                |            |          |
| マドリード州                   | マドリード国民党                         | エスペランサ・アギーレ                         | X              |                |            |          |
| ナバーラ州                     | ナバーラ国民党（es）                     | パブロ・サルバ・ビデガイン（es）               |                |                |            | X        |
| バレンシア州                   | バレンシア国民党（es）                   | イサベル・ボニグ（es）                         |                |                | X          |          |
| エストレマドゥーラ州           | エストレマドゥーラ国民党（es）           | ホセ・アントーニオ・モナーゴ（es）             |                |                | X          |          |
| ガリシア州                     | ガリシア国民党（es）                     | アルベルト・ヌーニェス・フェイホー（es）       | X              |                |            |          |
| バレアレス諸島州               | バレアレス諸島国民党（es）               | ホセ・ラモン・バウサー（es）                   |                |                | X          |          |
| ラ・リオハ州                   | ラ・リオハ国民党（es）                   | ペドロ・サンス（es）                           | X              |                |            |          |
| メリージャ                     | メリージャ国民党（es）                   | フアン・ホセ・インブローダ（es）               | X              |                |            |          |
| バスク州                       | バスク国民党（es）                       | アルフォンソ・アロンソ（es）                   |                |                |            | X        |
| アストゥリアス州               | アストゥリアス国民党（es）               | メルセデス・フェルナンデス（es）               |                |                | X          |          |
| ムルシア州                     | ムルシア国民党（es）                     | ペドロ・アントニオ・サンチェス（es）           | X              |                |            |          |

## 選挙結果

### 総選挙
| ← 総選挙                   |                          |            |        |           |           | |
| 選挙年                     | 党首                     | 得票数     | 得票率 | 下院      | 上院      | 備考 |
| 1989年                     | ホセ・マリア・アスナール | 5,285,972  | 25.79% | 107 / 350 | 77 / 264  | ナバーラ住民連合（UPN）とガリシア中道者（CdG）との選挙連合で。 |
| 1993年                     | ホセ・マリア・アスナール | 8,201,463  | 34.76% | 141 / 350 | 93 / 264  | ナバーラ住民連合（UPN）との選挙連合で。 |
| 1996年                     | ホセ・マリア・アスナール | 9,716,006  | 38.79% | 156 / 350 | 112 / 264 | ナバーラ住民連合（UPN）とアラゴン党（PAR）との選挙連合で。 |
| 2000年                     | ホセ・マリア・アスナール | 10,321,178 | 44.52% | 183 / 350 | 127 / 264 | ナバーラ住民連合（UPN）、メリージャ住民連合（UPM）、アラゴン党 （PAR）との選挙連合で。                                                                             |
| 2004年                     | マリアーノ・ラホイ       | 9,763,144  | 37.71% | 148 / 350 | 102 / 264 | ナバーラ住民連合（UPN）、メリージャ住民連合（UPM）、ヴァレンシア連 合（UV）、フエルテベントゥーラ無所属者（IdF）との選挙連合で。                                   |
| 2008年                     | マリアーノ・ラホイ       | 10,278,010 | 39.44% | 154 / 350 | 101 / 266 | ナバーラ住民連合（UPN）との選挙連合で。 |
| 2011年                     | マリアーノ・ラホイ       | 10,866,566 | 44.63% | 186 / 350 | 136 / 266 | ナバーラ住民連合（UPN）、アラゴン党（PAR）、統一エストレマドゥーラ （EU）、カナリアス民族主義中道（CCN）、フエルテベントゥーラ自治体 評議会（AMF）との選挙連合で。 |
| * 太字はPPが勝利した選挙。 |                          |            |        |           |           | |

### 地方自治体選挙
| 選挙年 | 党首                     | 得票数    | 得票率 | 獲得議席/議席総数 | 備考 |
| ------ | ------------------------ | --------- | ------ | ----------------- | ---- |
| 1991年 | ホセ・マリア・アスナール | 4,775,051 | 25.3%  | 19,298 / 66,308   |      |
| 1995年 | ホセ・マリア・アスナール | 7,334,135 | 34.4%  | 24,772 / 65,869   |      |
| 1999年 | ホセ・マリア・アスナール | 7,334,135 | 34.4%  | 24,623 / 65,201   |      |
| 2003年 | ホセ・マリア・アスナール | 7,875,762 | 34.3%  | 23,615 / 65,510   |      |
| 2007年 | マリアーノ・ラホイ       | 7,916,075 | 35.6%  | 23,348 / 66,131   |      |
| 2011年 | マリアーノ・ラホイ       | 8,476,138 | 37.5%  | 26,507 / 68,230   |      |
| 2015年 | マリアーノ・ラホイ       | 6,057,767 | 27.1%  | 22,750 / 67,611   |      |

### 欧州議会選挙
| 選挙年 | 得票数    | 得票率 | 議席数  | 備考                 |
| --- | --------- | ------ | ------- | -------------------- |
| 1989年 | 3,395,015 | 21.41% | 15 / 60 | UPN、CdGとの連合で。 |
| 1994年 | 7,453,900 | 40.12% | 28 / 64 | UPNとの連合で。      |
| 1999年 | 8,410,993 | 39.74% | 27 / 64 | UPNとの連合で。      |
| 2004年 | 6,393,192 | 41.21% | 24 / 54 | UPNとの連合で。      |
| 2009年 | 6,670,232 | 42.12% | 23 / 50 |                      |
| 2014年 | 4,074,363 | 26.06% | 16 / 54 |                      |
| 出典:1989年-2009年Consulta de Resultados Electorales（スペイン内務省）、2014年Resultados provisionales 2014（スペイン内務省） |           |        |         |                      |